# Gisela Welz
Gisela Welz (* 4. Januar 1960 in Minden) ist seit 1998 Professorin und seit 2010 geschäftsführende Direktorin des Instituts für Kulturanthropologie und Europäische Ethnologie an der Johann Wolfgang Goethe-Universität in Frankfurt am Main.
1984 schloss Gisela Welz ihr Studium der Kulturanthropologie und Europäischen Ethnologie, Historischen Ethnologie und Amerikanistik an der Universität Frankfurt mit dem Magister Artium ab.
Sie wurde bekannt durch ihre ethnographische Studie Streetlife. Alltag in einem New Yorker Slum, die gleichzeitig ihre Dissertation ist. Für diese kulturanthropologische Studie der Lebenswelt in Bushwick, einem Stadtteil von Brooklyn, verbrachte sie den Sommer 1985 als Teilnehmende Beobachterin unter den Bewohnern eines sozial schwachen Blocks. Von 1989 bis 1996 war sie wissenschaftliche Assistentin am Ludwig-Uhland-Institut für Empirische Kulturwissenschaft der Universität Tübingen, wo sie sich 1996 für Empirische Kulturwissenschaft habilitierte. 1990 wurde sie bei Ina-Maria Greverus mit einer stadtethnographischen Studie über ein New Yorker Slum-Viertel promoviert.
Gisela Welz war mit dem Sozialanthropologen Stefan Beck verheiratet.

## Schriften
- Räume lokaler Öffentlichkeit. Die Wiederbelebung historischer Ortsmittelpunkte. Institut für Kulturanthropologie und Europäische Ethnologie, Frankfurt am Main 1986, ISBN 3-923992-20-3.
- Street Life. Alltag in einem New Yorker Slum. Dissertation. Universität Frankfurt am Main 1990. Institut für Kulturanthropologie und Europäische Ethnologie, Frankfurt am Main 1991, ISBN 3-923992-34-3.
- Inszenierungen kultureller Vielfalt. Akademie, Berlin 1996, ISBN 3-05-002909-9.
- mit Annina Lottermann (Hrsg.): Projekte der Europäisierung (= Kulturanthropologie Notizen. Band 78). Institut für Kulturanthropologie und Europäische Ethnologie, Frankfurt am Main 2009, ISBN 978-3-923992-80-5.